# Шимпанзе звичайний
Шимпанзе́ звича́йний (Pan troglodytes) — вид людиноподібних мавп з роду шимпанзе родини гомінід. Має 4 підвиди.

## Опис
Це велика мавпа із загальною довжиною тіла до 160 см, з яких на довжину голови й тулуба доводиться 75-95 см, маса тіла 45-50 кг і навіть до 80 кг. Спостерігається статевий диморфізм: самці більші за самиць. У шимпанзе він менш виражений, ніж в орангутанів — наприклад, маса тіла у самиць лише на 10 % менша, ніж у самців. Руки значно довші за ноги. Кисті з довгими пальцями, але перший палець малий. На стопах перший палець великий, між останніми пальцями є шкірні перетинки. Вушні раковини великі, схожі на людські, верхня губа висока, ніс маленький. Шкіра обличчя, а також тильних поверхонь кистей і стоп зморшкувата.
Шерсть чорна, в обох статей на підборідді росте біле волосся. Шкіра тіла світла, але на обличчі у різних видів її забарвлення варіює. Середня температура тіла 37,2°.

## Спосіб життя
Полюбляє лісисті місцини та савани. Зустрічається на висоті до 3000 м над рівнем моря. Веде напівназемний, напівдеревний спосіб життя, на землі проводить близько 30 % денних годин. Тут зазвичай пересувається на чотирьох кінцівках, спираючись на всю підошву і на тильні поверхні середніх фаланг зігнутих пальців кистей. У такій позі може швидко бігати, зрідка ходить на двох ногах. По деревах пересувається швидко по способу брахіації, підвішуючись на руках, м'язи яких володіють великою підіймальною силою. Але в пересуванні по гілках часто використовуються руки та ноги одночасно. Володіє хапальною кистю, а їхній великий палець, попри малі розміри, може протиставлятися іншим. Під час локомоції на деревах кисть слугує «схоплюючим крюком». Кисть звичайного шимпанзе здатна до активної маніпуляції, яка включає процес обшукування, будівництво гнізда, «використання знарядь», сюди ж слід віднести й «малювання» в неволі.
Тримаються шимпанзе групами, чисельність яких не є стабільною. Кожна група включає від 2 до 25 і більше індивідів, іноді зустрічаються змішані групи навіть із 40—45 особин. Склад групи також нестабільний. Група може складатися з пари — самець і самка, трапляються тільки групи, які складаються тільки з самців; групи — мати з дитинчатами різних поколінь; змішані групи. Зустрічаються також самці-одинаки. У стадних взаєминах між індивідами особливої ієрархії не відзначається. Між дорослими особинами поширене взаємне залицяння. Спілкуючись один з одним, шимпанзе видають близько 30 різних звуків, велику роль також відіграють жести рук і пози тіла. Особливе місце займає вираз обличчя. Добре розвинена мімічна мускулатура особи, а звідси й різноманітність міміки. Спить шимпанзе в гніздах, лежачи на боці із зігнутими колінами, а іноді на спині з витягнутими або притиснутими до живота ногами. Стадне життя шимпанзе полягає в пошуках їжі та в різних взаєминах.
Гнізда будує подібно до орангутанів у середній частині дерева. Для денного відпочинку гніздо будується на землі або на деревах. У неволі гнізда влаштовує із ганчірок і паперу. Статевої зрілості самиці досягають у 6—10 років, самці — у 7—8 років. Розмножуються цілий рік. Вагітність триває 225 днів. Як правило, народжується одне дитинча. Відомі випадки народження двійні. Дитинча народжується майже голе, безпомічне. Багато місяців воно тісно пов'язане з матір'ю. Дитинчата й підлітки 3—8-річного віку багато часу проводять в іграх, з віком ігри поступово змінюються ритуальним обшукуванням у дорослих.
Тривалість життя до 60 років.

## Харчування
Шимпанзе всеїдний, але головним чином його дієта рослинна (але їсть м'ясо всякий раз, коли воно доступне), складається з фруктів, листя, горіхів, насіння, бульб, та іншої рослинності, а також грибів, комах, меду, пташиних яєць та дрібних хребетних. Для видобування термітів та розколювання горіхів створюють примітивні інструменти. Є також випадки організованого полювання; в деяких випадках, такі як вбивство дитинчат плямистої пантери, це насамперед є захисною дією, оскільки плямиста пантера — його головний природний ворог. Однак, м'ясо — необхідне джерело живильних речовин, і звичайні шимпанзе іноді об'єднуються в групи та полюють на здобич, таку як мавпи (зокрема західні червоні колобуси).
Західноафриканський шимпанзе (Pan troglodytes verus) є єдиними відомими з тварин крім людей та деяких птахів, які можуть створювати та використовувати спеціалізовані інструменти для полювання. Спостерігали, що шимпанзе в савані на південному сході Сенегалу створили списа, обриваючи гілки з дерева та знімаючи з них кору, потім загострюючи один кінець своїми зубами. Вони використовували їх як зброю, убивши тварину. Там, де немає червоних колобусів, самки та дитинчата полюють на сплячих сенегальських галаго (Galago senegalensis), на пробу тикаючи в дупла саморобні списи.

## Розповсюдження
Мешкає в Африці від Сенегалу й Малі до Центральноафриканської Республіки та Демократичної Республіки Конго. Також зустрічається у Південному Судані, Уганді, Бурунді, Танзанії та Замбії.

## Підвиди
Шимпанзе чорномордий, або шимпанзе «чого» (P. troglodytes troglodytes) з Центральної Африки (басейни рік Нігер і Конго) відрізняється веснянкуватим обличчям на білому фоні, яке з віком стає бруднуватим, з більшими плямами.
У швейнфуртовського шимпанзе (P. t. Schweinfurthii) із Центральної та Східної Африки (басейни річок Луабала та Убангі) в районах озер Вікторія і Танганьїка обличчя світле, з віком переходить у темно-бруднуватий, шерсть довша.
Західний шимпанзе (P. t. verus) із Західної Африки (Сьєрра-Леоне, Гвінея на схід до річки Нігер) має чорну пігментацію обличчя, яка за формою нагадує метеликоподібну маску (надбрів'я і нижня частина обличчя світліші).
Нігерійсько-камерунський шимпанзе (P. t. vellerosus), що мешкає на кордоні Нігерії та Камеруну, доволі рідкісний. Найменше відомо про їхню екологію та поведінку. Найбільш уразливий підвид.